# Альварес, Эфраин
Эфраи́н А́льварес (исп. Efraín Álvarez; родился 19 июня 2002) — мексиканский футболист, атакующий полузащитник клуба «Тихуана» и сборной Мексики.

## Клубная карьера
Уроженец Лос-Анджелеса, уже в шестилетнем возрасте Альварес играл в футбол против восьмилетних ребят в парках восточного Лос-Анджелеса. В возрасте 7 лет на него обратил внимание спортивный директор клуба «Нью-Йорк Космос» и бывший игрок «Манчестер Юнайтед» Эрик Кантона, заявивший: «Я видел достаточно, я хочу наблюдать за этим парнем весь день». В возрасте 9 лет Альварес стал игроком юношеской академии клуба «Лос-Анджелес Гэлакси». 2 августа 2017 года 15-летний Альварес подписал контракт с командой «Лос-Анджелес Гэлакси II», став самым молодым игроком в истории лиги USL — ранее этот рекорд принадлежал Алфонсо Дейвису. 7 октября 2017 года он дебютировал в составе «Лос-Анджелес Гэлакси II» в матче против клуба «Портленд Тимберс 2», став самым молодым игроком в истории USL. В 2018 году провёл за вторую команду «Лос-Анджелес Гэлакси» 17 матчей и забил 12 мячей, а в ноябре был признан лучшим молодым игроком года в USL.
4 марта 2018 года Альварес подписал контракт с первой командой «Лос-Анджелес Гэлакси» как доморощенный игрок. В основном составе «Лос-Анджелес Гэлакси» Альварес дебютировал 2 марта 2019 года в матче против клуба «Чикаго Файр», выйдя на замену на 60-й минуте и сделав голевую передачу на партнёра спустя восемь минут. Он стал самым молодым игроком клуба в MLS. 15 июля 2021 года Альварес продлил контракт с «Лос-Анджелес Гэлакси» на два года, до конца сезона 2023, с опцией на сезон 2024.
8 сентября 2023 года Альварес перешёл в клуб чемпионата Мексики «Тихуана».

## Карьера в сборной
Альварес родился в США в семье выходцев из Мексики, поэтому может выступать за сборные обеих этих стран. В 2016 году он провёл четыре матча в составе сборной США до 15 лет, забив в них четыре мяча.
В 2017 году провёл два матча за сборную Мексики до 15 лет (против сборных Каймановых Островов и США).
В 2018 году дебютировал в составе сборной Мексики до 17 лет.
В 2018 году заявил, что ещё не определился с выбором сборной и «оставляет дверь открытой» как для США, так и для Мексики. В 2021 году подтвердил свой выбор представлять Мексику на международном уровне.
В ноябре 2019 года в составе сборной Мексики до 17 лет принял участие в чемпионате мира среди игроков до 17 лет. Забил на турнире 4 мяча и помог своей сборной занять второе место.
30 марта 2021 года дебютировал за главную сборную Мексики в матче против сборной Коста-Рики. В июне 2021 года был включён в заявку мексиканской сборной для участия в Золотом кубке КОНКАКАФ.

## Достижения

### Командные достижения
Сборная Мексики (до 17 лет)
- Серебряный призёр чемпионата мира (до 17 лет): 2019

## Статистика выступлений
| Клуб                    | Сезон            | Лига             | Лига | Лига | Кубок страны | Кубок страны | Плей-офф | Плей-офф | Континент. | Континент. | Итого | Итого |
| Клуб                    | Сезон            | Дивизион         | Игры | Голы | Игры         | Голы         | Игры     | Голы     | Игры       | Голы       | Игры  | Голы  |
| ----------------------- | ---------------- | ---------------- | ---- | ---- | ------------ | ------------ | -------- | -------- | ---------- | ---------- | ----- | ----- |
| Лос-Анджелес Гэлакси II |                  |                  |      |      |              |              |          |          |            |            |       |       |
| 2017                    | USL              | 1                | 0    | —    | —            | —            | —        | —        | —          | 1          | 0     |       |
| 2018                    | USL              | 17               | 12   | —    | —            | —            | —        | —        | —          | 17         | 12    |       |
| 2019                    | USLC             | 2                | 1    | —    | —            | —            | —        | —        | —          | 2          | 1     |       |
| Лос-Анджелес Гэлакси    | 2019             | MLS              | 14   | 0    | 2            | 2            | —        | —        | 2          | 0          | 18    | 2     |
| Лос-Анджелес Гэлакси    | 2020             | MLS              | 16   | 1    | —            | —            | —        | —        | —          | —          | 16    | 1     |
| Лос-Анджелес Гэлакси    | 2021             | MLS              | 26   | 2    | —            | —            | —        | —        | —          | —          | 26    | 2     |
| Лос-Анджелес Гэлакси    | 2022             | MLS              | 28   | 3    | 4            | 0            | 1        | 0        | 1          | 0          | 34    | 3     |
| Лос-Анджелес Гэлакси    | 2023             | MLS              | 10   | 0    | —            | —            | —        | —        | 1          | 0          | 11    | 0     |
| Тихуана                 |                  |                  |      |      |              |              |          |          |            |            |       |       |
| 2023/24                 | Лига MX          | 6                | 0    | —    | —            | —            | —        | —        | —          | 6          | 0     |       |
| Всего за карьеру        | Всего за карьеру | Всего за карьеру | 120  | 19   | 6            | 2            | 1        | 0        | 4          | 0          | 131   | 21    |

### Матчи Альвареса за сборную Мексики
| Матчи Альвареса за сборную Мексики | Матчи Альвареса за сборную Мексики | Матчи Альвареса за сборную Мексики | Матчи Альвареса за сборную Мексики | Матчи Альвареса за сборную Мексики | Матчи Альвареса за сборную Мексики |
| ---------------------------------- | ---------------------------------- | ---------------------------------- | ---------------------------------- | ---------------------------------- | ---------------------------------- |
| №                                  | Дата                               | Соперник                           | Счёт                               | Голы                               | Соревнование                       |
| 1                                  | 30 марта 2021                      | Коста-Рика                         | 1:0                                | —                                  | Товарищеский матч                  |
| 2                                  | 3 июля 2021                        | Нигерия                            | 4:0                                | —                                  | Товарищеский матч                  |
| 3                                  | 10 июля 2021                       | Тринидад и Тобаго                  | 0:0                                | —                                  | Золотой кубок КОНКАКАФ 2021        |
| 4                                  | 14 июля 2021                       | Гватемала                          | 3:0                                | —                                  | Золотой кубок КОНКАКАФ 2021        |
| 5                                  | 31 мая 2024                        | Боливия                            | 1:0                                | 1                                  | Товарищеский матч                  |

Итого: 5 матчей / 1 гол; 4 победы, 1 ничья, 0 поражений.